# Törökkanizsai járás
A Törökkanizsai járás Torontál vármegye egyik járása volt. 

## Települései 1913-ban
- Battyánháza
- Csóka
- Deszk
- Egyházaskér
- Feketetó
- Gyála
- Hódegyháza
- Józseffalva
- Kanizsamonostor
- Klárafalva
- Kübekháza
- Magyarmajdány
- Óbéb
- Ókeresztúr
- Oroszlámos
- Ószentiván
- Rábé
- Szanád
- Szőreg
- Tiszaszentmiklós
- Törökkanizsa
- Újszentiván

A járás székhelye az állandó járási székhelyek kijelölése óta mindvégig Törökkanizsa volt. A trianoni békeszerződés után a járás túlnyomó többsége a megalakuló Szerb–Horvát–Szlovén Királysághoz került. Csak a következő települések maradtak a Magyar Királyság területén:
- Deszk
- Gyála egy lakatlan külterületi része, amin ezután átmenetileg ugyancsak Gyála nevű községet alapítottak. A nevét nemsokára Gyálarétre változtatták. Ma Szeged egyik városrésze.
- Klárafalva
- Kübekháza
- Ószentiván (ma Tiszaszigetnek hívják)
- Szőreg, ma Szeged városrésze
- Újszentiván

A járást 1923-ban a Torontál vármegye teljes Magyarországon maradt területét magába foglaló Torontáli járásba olvasztották be.